# Accident of Birth
Accident of Birth ist das vierte Soloalbum von Bruce Dickinson aus dem Jahr 1997. Es erschien am 3. Juni 1997 bei Raw Power/Castle Communications (UK) beziehungsweise CMC International (US).

## Hintergrund
Das Album wurde 1997 in den Studios Sound City and Silver Cloud, Los Angeles, aufgenommen. Gitarrist Roy Z schrieb die meisten Stücke mit und produzierte das Album auch. Es ist Dickinsons zweite Kollaboration mit Gitarrist und Produzent Roy Z. Stilistisch unterscheidet es sich jedoch vom Vorgänger Skunkworks, es fiel weniger Alternative-Metal-lastig aus. Neben Roy Z wirkte auch der vormalige Iron Maiden-Bandkollege Adrian Smith mit, gemeinsam kehrten sie Anfang 1999 zur Band zurück. Da das Album vergleichsweise erfolgreich wurde, setzten Dickinson und Roy Z ihre Zusammenarbeit auf The Chemical Wedding (1998), Tyranny of Souls (2005) und The Mandrake Project (2024) fort.
Das Albumcover stammt von Derek Riggs, der Iron Maidens Maskottchen Eddie entwarf und das Artwork der Iron-Maiden-Veröffentlichungen von 1980 bis 1990 gestaltete.

## Titelliste
Alle Titel wurden von Bruce Dickinson und Roy Z geschrieben, außer wo angegeben.
| Nr.          | Titel                | Autoren                       | Länge |
| ------------ | -------------------- | ----------------------------- | ----- |
| 1.           | Freak                |                               | 4:15  |
| 2.           | Toltec 7 Arrival     |                               | 0:37  |
| 3.           | Starchildren         |                               | 4:17  |
| 4.           | Taking the Queen     |                               | 4:49  |
| 5.           | Darkside of Aquarius |                               | 6:42  |
| 6.           | Road to Hell         | Bruce Dickinson, Adrian Smith | 3:57  |
| 7.           | Man of Sorrows       | Dickinson                     | 5:20  |
| 8.           | Accident of Birth    |                               | 4:23  |
| 9.           | The Magician         |                               | 3:54  |
| 10.          | Welcome to the Pit   | Dickinson, Smith              | 4:43  |
| 11.          | Omega                |                               | 6:23  |
| 12.          | Arc of Space         |                               | 4:18  |
| Gesamtlänge: | Gesamtlänge:         | Gesamtlänge:                  | 53:38 |

| Nr.          | Titel                                    | Autoren                       | Länge |
| ------------ | ---------------------------------------- | ----------------------------- | ----- |
| 1.           | Freak                                    |                               | 4:15  |
| 2.           | Toltec 7 Arrival                         |                               | 0:37  |
| 3.           | Starchildren                             |                               | 4:17  |
| 4.           | Taking the Queen                         |                               | 4:49  |
| 5.           | Darkside of Aquarius                     |                               | 6:42  |
| 6.           | Road to Hell                             | Bruce Dickinson, Adrian Smith | 3:57  |
| 7.           | Man of Sorrows                           | Dickinson                     | 5:20  |
| 8.           | Accident of Birth                        |                               | 4:23  |
| 9.           | The Magician                             |                               | 3:54  |
| 10.          | Welcome to the Pit                       | Dickinson, Smith              | 4:43  |
| 11.          | The Ghost of Cain (Only on this release) | Dickinson, Smith              | 4:12  |
| 12.          | Omega                                    |                               | 6:23  |
| 13.          | Arc of Space                             |                               | 4:18  |
| Gesamtlänge: | Gesamtlänge:                             | Gesamtlänge:                  | 57:50 |

Eine Expanded Edition des Albums erschien 2005 mit den folgenden Titeln auf CD 2. Titel 1–4 sind auch auf der zweiteiligen CD-Single „Accident of Birth“ enthalten. Titel 5–9 sind auch auf der japanischen CD-Veröffentlichung „Man of Sorrows“ enthalten.
Alle Titel wurden von Bruce Dickinson und Roy Z geschrieben, außer wo angegeben.
| Nr.          | Titel                                               | Autoren          | Länge |
| ------------ | --------------------------------------------------- | ---------------- | ----- |
| 1.           | The Ghost of Cain                                   | Dickinson, Smith | 4:12  |
| 2.           | Accident of Birth (Demo)                            |                  | 4:15  |
| 3.           | Starchildren (Demo)                                 |                  | 5:01  |
| 4.           | Taking the Queen (Demo)                             |                  | 4:30  |
| 5.           | Man of Sorrows (Radio Edit)                         |                  | 3:55  |
| 6.           | Man of Sorrows (Orchestral Version)                 |                  | 5:17  |
| 7.           | Hombre Triste (Spanish version of „Man of Sorrows“) |                  | 3:53  |
| 8.           | Darkside of Aquarius (Demo)                         |                  | 6:20  |
| 9.           | Arc of Space (Demo)                                 |                  | 4:02  |
| Gesamtlänge: | Gesamtlänge:                                        | Gesamtlänge:     | 41:25 |

## Mitwirkende
Bandmitglieder
- Bruce Dickinson – vocals
- Adrian Smith – guitar
- Roy Z – guitar, mellotron, piano, producer, engineer, mixing
- Eddie Casillas – bass
- David Ingraham – drums

Gastmusiker
- Silvia Tsai – violin on „Taking the Queen“, „Man of Sorrows“ and „Arc of Space“
- Rebecca Yeh – cello on „Taking the Queen“, „Man of Sorrows“ and „Arc of Space“
- Richard Baker – piano on „Man of Sorrows“

Produktion
- Stan Katayama – engineer, mixing at Brooklyn Recordings, Los Angeles except tracks 2, 6, 9
- Joe Floyd – engineer, mixing on tracks 2, 6, 9 at Silver Cloud Recordings
- Greg Fidelman, Tom Banghart – assistant engineers
- Norbert Newfied – string arrangements

## Rezeption
Das Album erreichte Platz 52 in Deutschland sowie Platz 53 in Großbritannien. Rock Hard wertete mit 9,5 von zehn Punkten.